# احمد حتامله
احمد حتامله (عربی: احمد غازي عبد الحفيظ حتاملة؛ زادهٔ ۱۰ ژوئیهٔ ۱۹۸۲) بازیکن فوتبال اهل اردن بود.
از باشگاه‌هایی که در آن بازی کرده‌است می‌توان به باشگاه ورزشی الرمثا اشاره کرد.
وی همچنین در تیم ملی فوتبال اردن بازی کرده‌است.